# Harry Saltzman
Herschel Saltzman (Sherbrooke, 27 de outubro de 1915 – Paris, 28 de setembro de 1994), mais conhecido como Harry Saltzman, foi um produtor de cinema canadense, mais famoso por produzir nove filmes da franquia James Bond. Nascido em uma família judia, Saltzman saiu de casa jovem e se envolveu com o mundo circense no Canadá e Estados Unidos. Após lutar na Segunda Guerra Mundial, ele ficou em Paris, conhecendo sua esposa e trabalhando em espetáculos teatrais.
Na década de 1950, ele se juntou a Tony Richardson e John Osborne na Woodfall Productions, produzindo filmes aclamados pela crítica mais de pouco sucesso comercial. Em 1961, procurando um investimento confiável, Saltzman comprou os direitos dos romances de Bond, escritos por Ian Fleming. Ele uniu-se ao produtor Albert R. Broccoli, e juntos fundaram a EON Productions e realizaram nove filmes da série Bond. Entretanto, na década de 1970, após uma série de produções de pouco sucesso, Saltzman foi obrigado a vender sua parte da franquia para Broccoli a fim de evitar falência. Ele produziria apenas dois outros filmes, morrendo em 1994 na cidade de Paris.

## Biografia

### Primeiros anos
Saltzman nasceu em Sherbrooke, Quebec, no dia 27 de outubro de 1915, dentro de uma família judia. Ele estudou pouco e, após vários desentendimentos com sua mãe, ele saiu de casa e entrou em um circo. Em sua adolescência, ele virou um caça talentos em Long Island e, com apenas 17 anos, formou seu próprio circo de volta no Canadá.
Na década de 1940, ele se juntou ao exército e lutou na Segunda Guerra Mundial. Ele foi colocado em Paris, trabalhando para a Força Aérea Real e sendo posteriormente recrutado pelo Escritório de Serviços Estratégicos. Ao final da guerra ele ficou em Paris, conhecendo sua futura esposa, Jacqueline, uma romena que havia fugido de seu país. Na cidade, ele trabalhou na seleção de elenco de vários espetáculos. Apesar de conhecer a indústria, ele nunca conseguiu ganhar dinheiro com o negócio.

### Woodfall Productions
Em 1956, Saltzman produziu seu primeiro filme, The Iron Petticoat, estrelado por Bob Hope e Katherine Hepburn. Em seguida, ele fundou junto com Tony Richardson e John Osborne a Woodfall Productions. A companhia foi para o Reino Unido, onde produziu seu primeiro filme, Look Back in Anger, em 1959.
No ano seguinte, a Woodfall produziria Saturday Night and Sunday Morning, estrelado por Albert Finney, que acabaria por vencer três BAFTA, incluindo Melhor Filme Britânico. Também em 1960, o trio produziu The Entertainer, estrelado por Laurence Olivier e novamente Finney. O filme também foi indicado a vários BAFTA e um Oscar. Entretanto, apesar de serem muito bem recebidas pela crítica, as produções de Saltzman arrecadavam pouco nas bilheterias e ele começava a enfrentar dificuldades para sustentar sua família.

### James Bond
No início da década de 1960 a Woodfall se dissolveu, e Saltzman procurou um investimento sólido. Após ler o romance Goldfinger, escrito por Ian Fleming, Saltzman decidiu comprar os direitos dos romances de Bond. Em 1961, ele pagou US$ 50 mil pelos direitos, um enorme valor para a época e um investimento arriscado em sua situação financeira.
Ao mesmo tempo, a também produtor Albert R. Broccoli estava procurando um novo projeto, e já havia conversado com Fleming sobre a possibilidade de adaptar Bond para o cinema. Lhe foi dito que havia outras pessoas interessadas na possibilidade, e seu amigo e roteirista Wolf Mankowitz acabou lhe apresentando a Saltzman. Os dois produtores decidiram se unir para levar Bond à tela grande, apesar de suas personalidades completamente contrastantes. A dupla formou a Danjaq LLC (nome criado a partir da fusão dos nomes de suas esposas, Dana Broccoli e Jacqueline Saltzman), que ficaria responsável pelos direitos dos livros, e a EON Productions, a companhia responsável por produzi-los.
Saltzman e Broccoli então começaram a apresentar o projeto para os grandes estúdios de Hollywood até a United Artists concordar em financiar o filme com US$ 1 milhão. O filme entrou em produção em 1961, sob a direção de Terence Young e estrelado pelo desconhecido Sean Connery. Dr. No estreou no ano seguinte e foi um enorme sucesso mundial.
Durante nove filmes, os dois gozaram de enorme sucesso com a franquia. Eles supervisionaram a partida de Connery do papel principal, a chegada de George Lazenby, com Saltzman trabalhando junto com o ator para prepará-lo para On Her Majesty's Secret Service, e a vinda de Roger Moore. Entre os filmes de Bond, ao contrário de Broccoli, Saltzman produziu outros projetos, como a série Harry Palmer, The Ipcress File, Funeral in Berlin e Billion Dollar Brain, todos estrelados por Michael Caine, entre outros.
Em 1975, após uma série de filmes de pouco sucesso, Saltzman se encontrou rodeado por enormes dívidas. Para evitar falência, ele se viu obrigado a vender sua parte da Danjaq para Broccoli por US$ 20 milhões. Seu último filme como produtor de James Bond foi The Man with the Golden Gun.

### Pós-Bond e morte
Broccoli e Saltzman não se separaram de forma muito amigável, e apenas se reconciliaram quando Broccoli o convidou para a estreia de For Your Eyes Only. Após The Man with the Golden Gun, Saltzman entrou em um hiato para poder cuidar de sua esposa que estava doente e salvar sua posição financeira. Nos anos seguintes, ele produziu apenas outros dois filmes , Nijinsky e Dom za Vesanje. Saltzman morreu em Paris no dia 28 de setembro de 1994.